# Aplidium proliferum
Aplidium proliferum is een zakpijpensoort uit de familie van de Polyclinidae. De wetenschappelijke naam van de soort is, als Amaroucium proliferum, voor het eerst geldig gepubliceerd in 1841 door Henri Milne-Edwards.